# Mănăstirea Jazak
Mănăstirea Jazak (în sârbă Манастир Јазак, cu alfabetul latin: Manastir Jazak) este o mănăstire ortodoxă sârbă fondată în prima jumătate a secolului al XVIII-lea pe muntele Fruška Gora și amplasată pe teritoriul satului Jazak din districtul Srem (provincia autonomă Voivodina, Serbia). Ea aparține canonic Eparhiei de Srem și se află pe lista monumentelor culturale de importanță excepțională ale Republicii Serbia (ID nr. SK 1025).
Mănăstirea Jazak este activă și în prezent, funcționând ca mănăstire de maici. Stareța actuală a mănăstirii este Paraskeva Drapšin (din 1990).

## Istoric

### Stari Jazak
O mănăstire mai veche, cunoscută ca Mănăstirea Stari Jazak, a fost fondată, conform tradiției, la sfârșitul secolului al XV-lea de către despotul Jovan Branković (1496-1502), fiul cel mic al despotului Stefan Branković (1458–1459) și al soției sale, Anghelina, la aproximativ 2 km nord de locul actualei mănăstiri. Prima atestare a mănăstirii are loc în cronicile din secolul al XVI-lea, după destrămarea statului medieval sârb. Călugării de aici s-au îndeletnicit cu activitatea de transcriere a cărților religioase. Lipsa mărturiilor cu privire la mănăstire din secolul al XVII-lea i-a făcut pe istorici să presupună că mănăstirea a fost abandonată pentru o perioadă și că viața de obște ar fi fost reluată aici în 1690, în timpul Marii Migrații a sârbilor. Biserica veche avea hramul „Intrarea în Biserică a Maicii Domnului” (21 noiembrie / 4 decembrie) și a fost pictată. În anul 1705 călugărul Hristofor a transferat rămășițele pământești ale țarului Ștefan Uroș al V-lea (1355-1371), ultimul din dinastia Nemanjić, de la Biserica „Adormirea Maicii Domnului” din Gornje Nerodimlje (azi în Kosovo) la Mănăstirea Stari Jazak, ceea ce a dus la o creștere considerabilă a prestigiului mănăstirii. Stari Jazak a început să fie vizitată de numeroși pelerini din Srem și din alte regiuni ale Serbiei, iar biserica și spațiile de cazare ale mănăstirii au început să fie neîncăpătoare, așa că s-a decis construirea unei biserici mai mari și a unor spații de cazare mai numeroase.

### Noua mănăstire

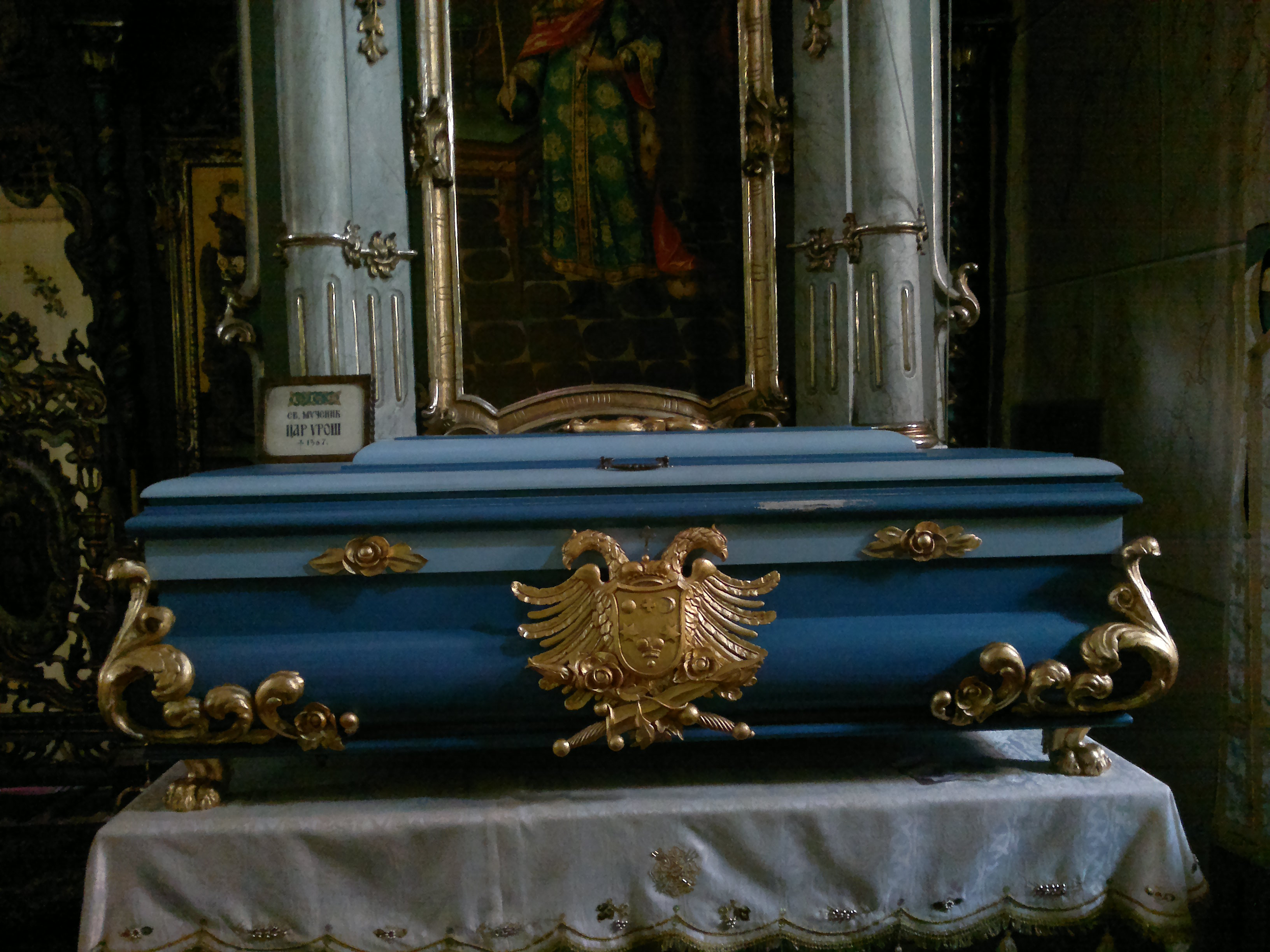
Racla cu moaștele țarului Ștefan Uroș al V-lea

Construcția noii mănăstiri Jazak a început în anul 1736, în timpul mitropolitului Vićentije Jovanović de Belgrad-Carloviț (1731-1737) și a starețului Stefan Dimitrijević, pe versantul sudic al muntelui Fruška Gora, în apropierea mănăstirii abandonate și ruinate Stari Jazak. Mănăstirea a fost construită într-o poiană de la capătul unei mici văi, într-o zonă cunoscută sub numele de Gradac. Complexul mănăstirii este format din Biserica „Sf. Treime”, cu o clopotniță înălțată pe trei etaje, înconjurată pe trei laturi de chilii și pe a patra latură de un zid înalt unde există o intrare arcuită.
Noua biserică cu hramul „Sfânta Treime” a fost construită în stil tradițional sârbesc din cărămidă roșie și piatră albă, prin contribuțiile unor sârbi înstăriți din Novi Sad, Baja, Osijek, Šid, Šašinac și din alte localități din regiunea Srem. Fațada bisericii a fost decorată cu elemente decorative turcești.  Construcția masivului turn clopotniță în stil baroc, aflat pe fațada vestică, a fost finalizată în 1753 sau, după alte surse, la începutul secolului al XIX-lea. Biserica noii mănăstiri a fost sfințită pe 7 iunie 1758 de mitropolitul Pavle Nenadović de Carloviț (1749-1768), iar apoi inventarul (inclusiv moaștele țarului Ștefan Uroș) vechii mănăstiri a fost transferat acolo. Odată cu mutarea călugărilor la Novi Jazak, Stari Jazak a fost transformată în mănăstire de maici, dar a fost desființată în 1773 printr-un decret al împărătesei Maria Terezia; clădirea vechii mănăstiri s-a ruinat în scurt timp și a fost demolată, iar în prezent nu s-au mai păstrat decât unele ruine.
Un nou iconostas cu 58 de icoane a fost confecționat în perioada 1759-1761 de către meșterul Dimitrije Bačević și ucenicii săi, Teodor Kračun și Dimitrije Popović. Icoanele de pe iconostas au fost create în stilul baroc ucrainean, indicând, pe alocuri, o influență a picturii religioase sârbe din perioada de tranziție a secolului al XVIII-lea. Unele icoane de pe iconostas conțin reprezentări ale unor sfinți sârbi, printre care despoții Branković, Stefan Štiljanović și arhiepiscopul Arsenije Sremac (succesorul Sfântului Sava). Trei tronuri baroce decorate cu icoane există în biserică: tronul țarului Uroš (1776), tronul Maicii Domnului (1779) și tronul ierarhului (1784). Interiorul bisericii nu a fost pictat o lungă perioadă de timp, iar în 1899 pictorul Pavle Čortanović (1830-1903) a realizat o serie de reprezentări în ulei ale sfinților și evangheliștilor pe pandatifuri.
Mănăstirea Jazak a avut privilegii imperiale în secolul al XVIII-lea și, potrivit academicianului Dejan Medaković, s-a clasat pe locul 3 între mănăstirile din Fruška Gora în funcție de rolul îndeplinit în viața spirituală a sârbilor, după mănăstirile Cruședol și Vrdnik. Cele mai mari și mai detaliate lucrări ale complexului mănăstirii au fost realizate în anii 1926-1930, în timpul arhimandritului Valerian Pribićević, ulterior episcop-vicar al Sremului.

### Secolul al XX-lea
În timpul celui de-al Doilea Război Mondial Mănăstirea Jazak a suferit mari distrugeri, la fel ca și alte mănăstiri din regiune. Directorul de atunci al Muzeului de Arte și Meserii din Zagreb, Vladimir Tkalčić, a luat 79 de obiecte din mănăstire, profitând de sprijinul ustașilor. În vara anului 1942 s-au dat lupte grele în apropierea mănăstirii, iar partizanii iugoslavi au incendiat-o cu ocazia retragerii din zonă la 19 august 1942. Clădirea a fost parțial deteriorată, iar germanii au îndepărtat țiglele și alte materiale pentru a le folosi în interesul lor. Ustașii și germanii au jefuit și devastat clădirile mănăstirii, iar ofițerul ustaș Anton Bauer a luat cu el toate obiectele de valoare.
Complexul mănăstiresc a fost renovat după război, iar în aripa de vest au fost amplasate o bibliotecă, o sală de mese și un muzeu al obiectelor de valoare. Ultimele lucrări ample de renovare au fost executate în anii 1990, iar în anul 2003 a fost reamenajat drumul de acces.
Mănăstirea Jazak a fost considerată monument cultural prin decizia nr. 1979/49 din 7 decembrie 1949 a Institutului pentru Protecția și Studiul Științific al Monumentelor Culturale din Republica Populară Serbia. În baza acestei decizii, a fost inclusă la 22 decembrie 1993 pe lista monumentelor culturale de importanță excepțională ale Republicii Serbia (ID nr. SK 1025).

## Menționarea mănăstirii în hagiografii
Hagiografia Sfântului Porfirie Kavsokalivitul menționează că bătrânul monah athonit Porfirie Bairaktaris (1906-1991) i-ar fi telefonat în iarna anului 1983 stareței Mănăstirii Jazak și a anunțat-o că autoritățile comuniste iugoslave au aruncat otravă în rețeaua de alimentare cu apă a mănăstirii, intenționând astfel să omoare maicile și apoi să închidă mănăstirea. El a sfătuit-o să ia apă de la un izvor aflat în pădurea din apropiere, descriindu-i amănunțit acele locuri, deși nu călătorise niciodată în Serbia, ca urmare a faptului că era văzător cu duhul. Această întâmplare a fost povestită în primăvara anului 1995 de Eleni Konstandoulaki din orașul Chania (insula Creta), absolventă a Facultății de Teologie a Universității din Belgrad, și confirmată și completată în 1996 de sârboaica Dragana Simić, studentă la Facultatea de Filozofie a Universității din Atena.

## Galerie

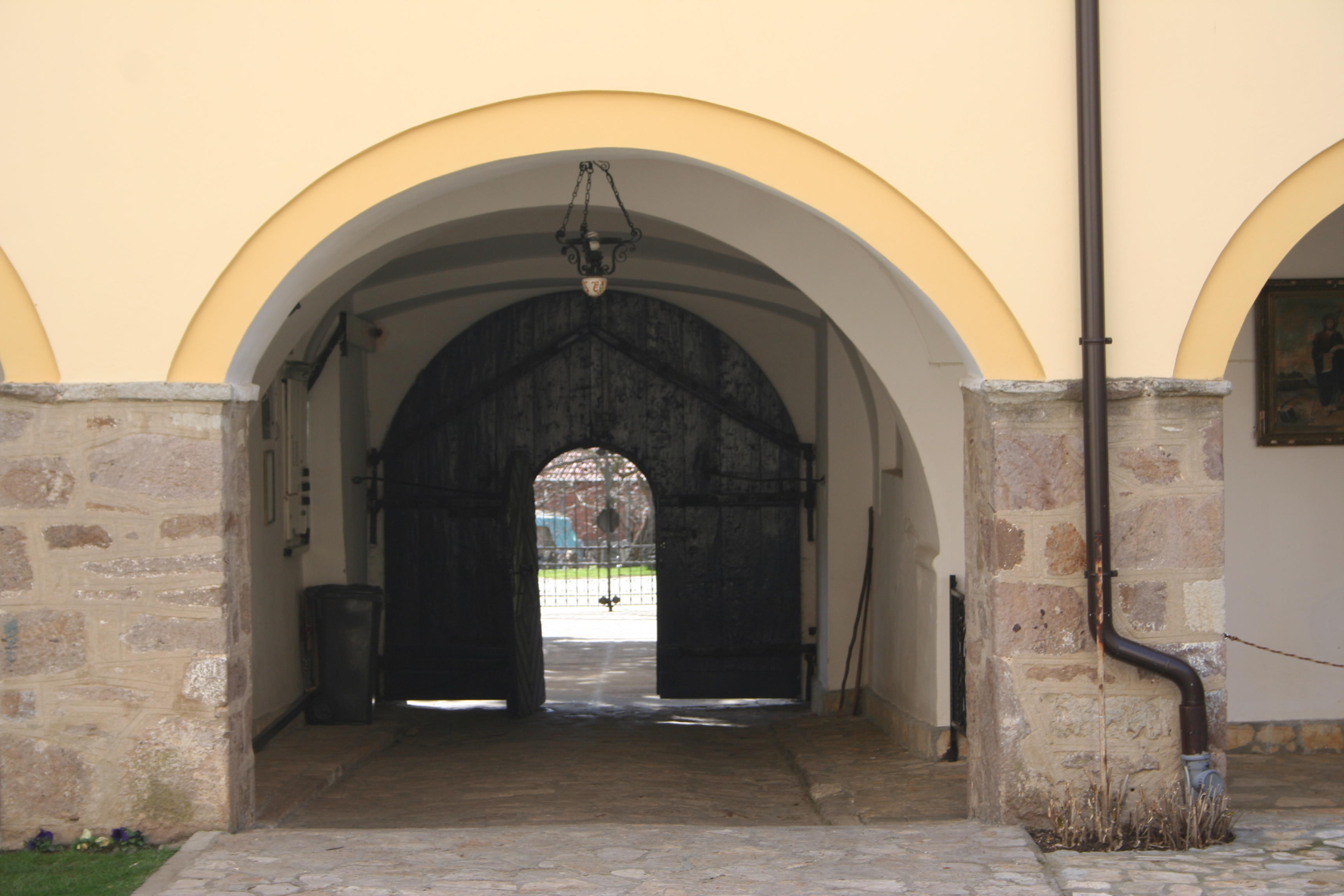
Intrarea boltită a mănăstirii
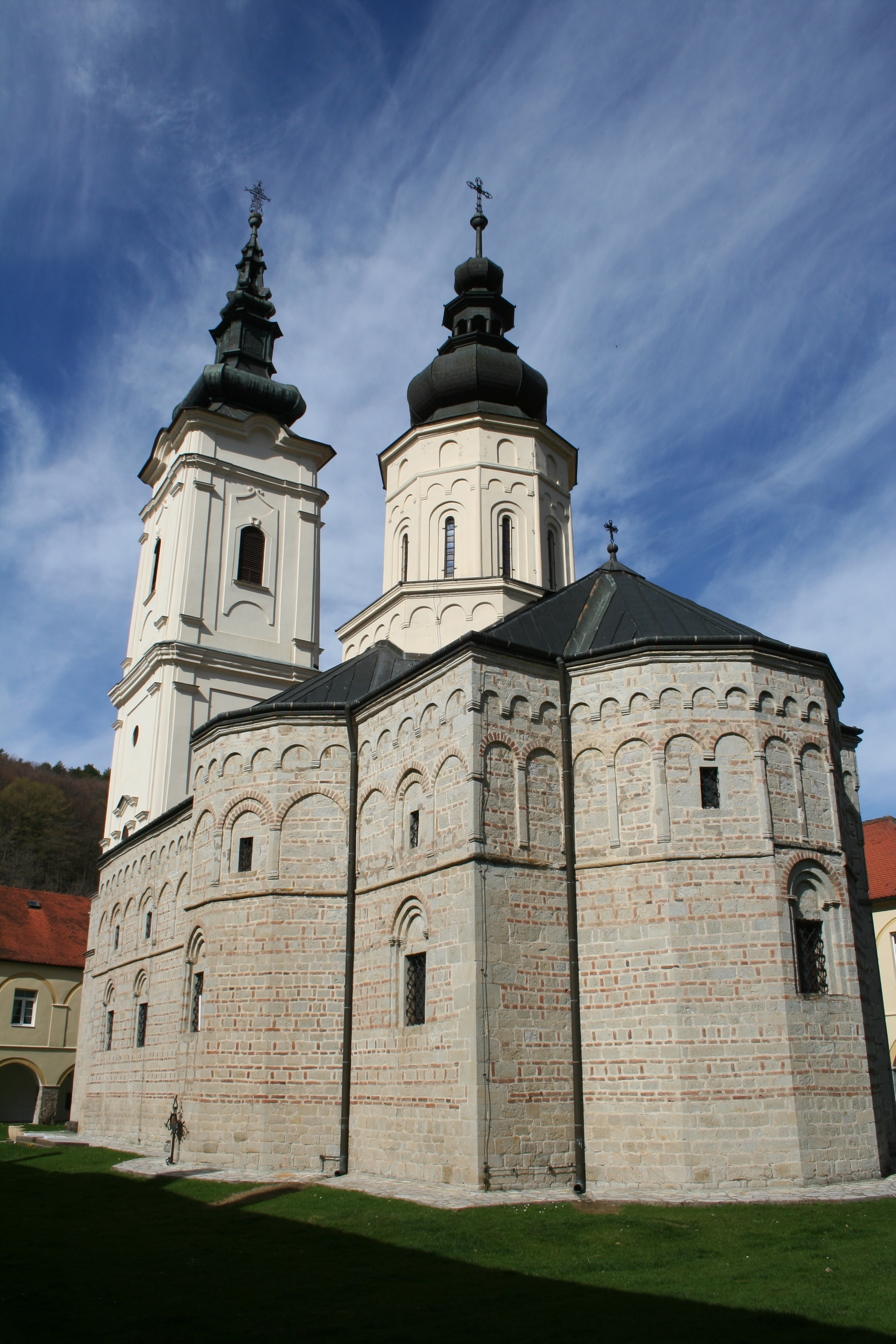
Biserica „Sf. Treime”
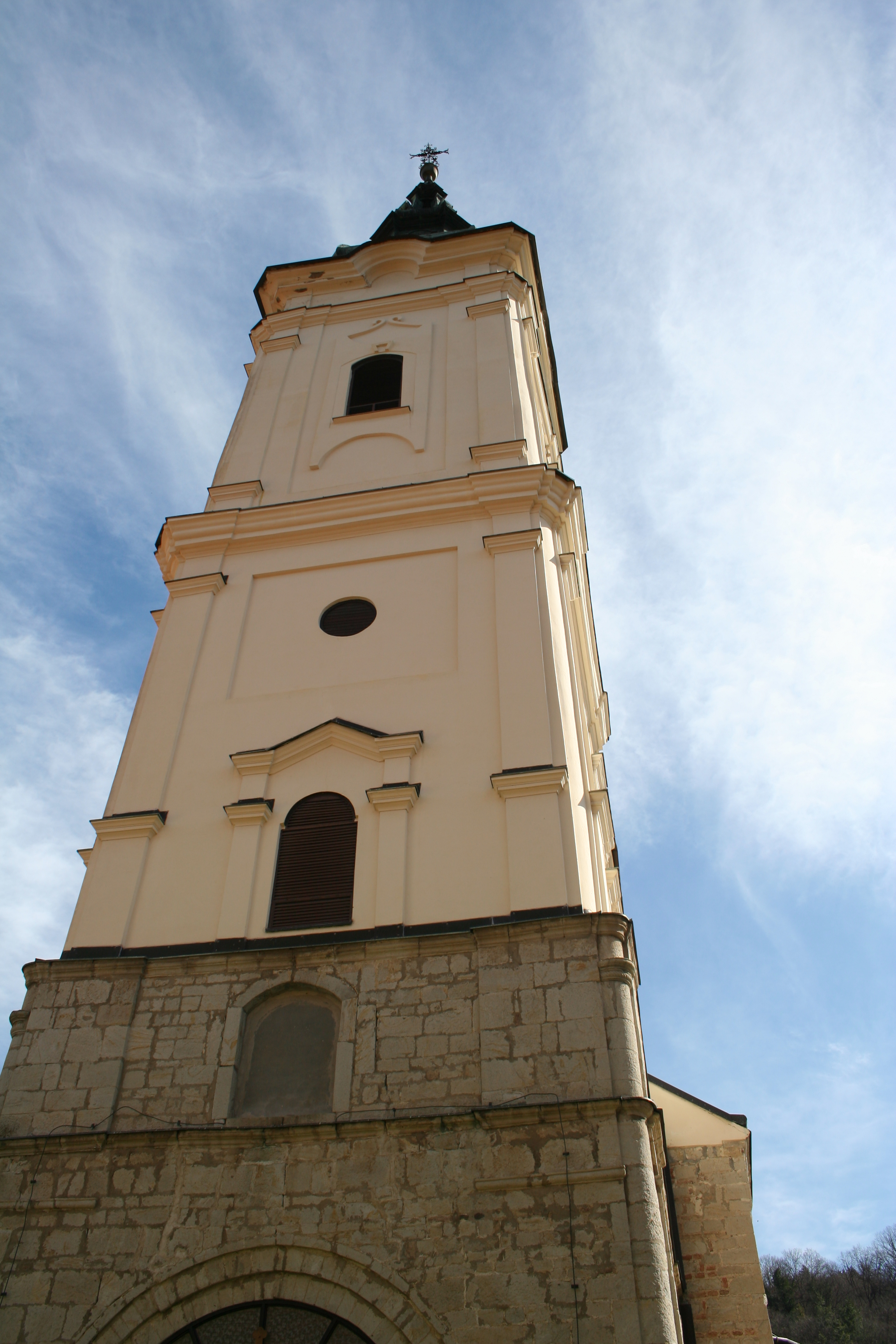
Turnul clopotniță
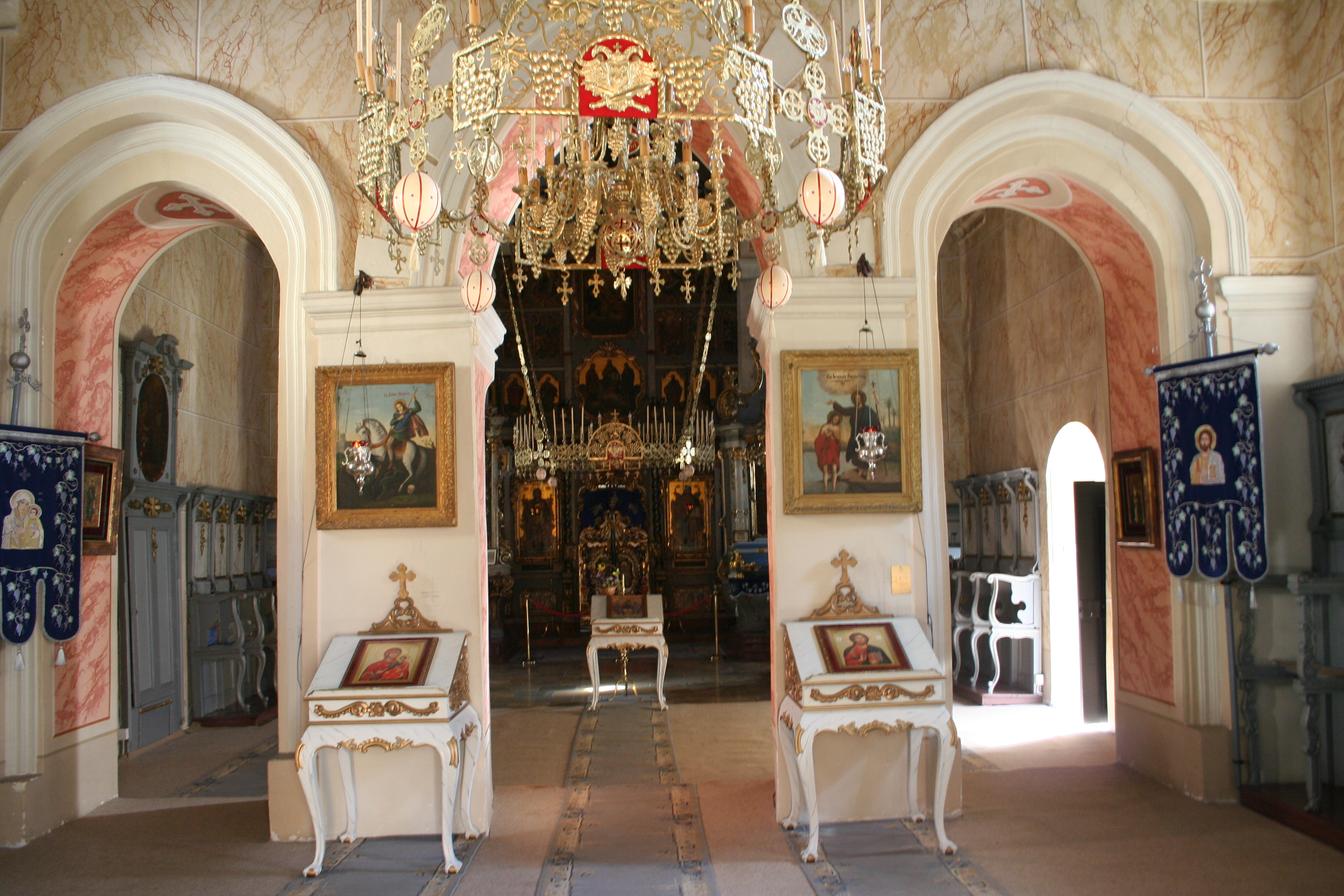
Interiorul bisericii
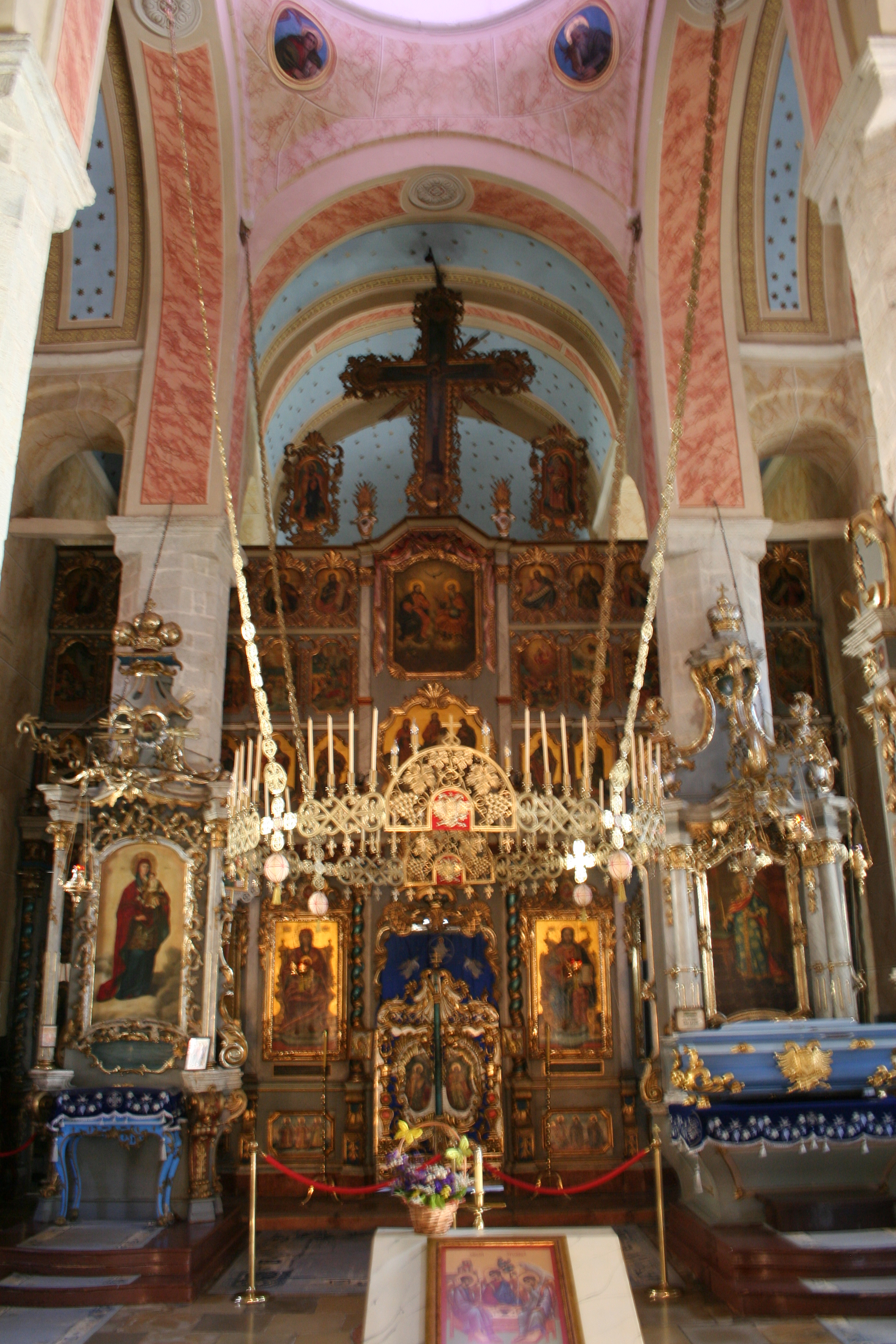
Iconostasul
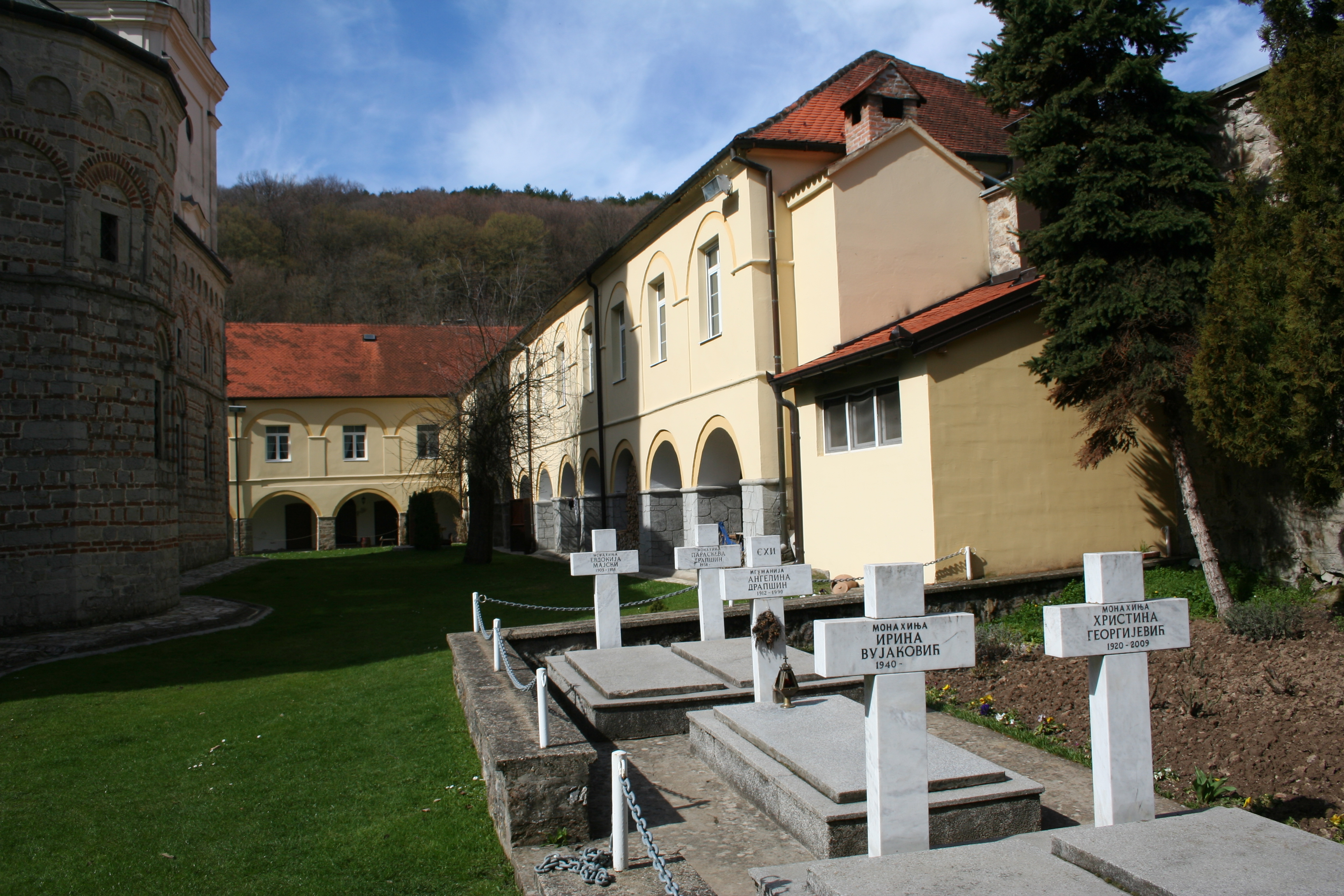
Morminte aflate în incinta mănăstirii
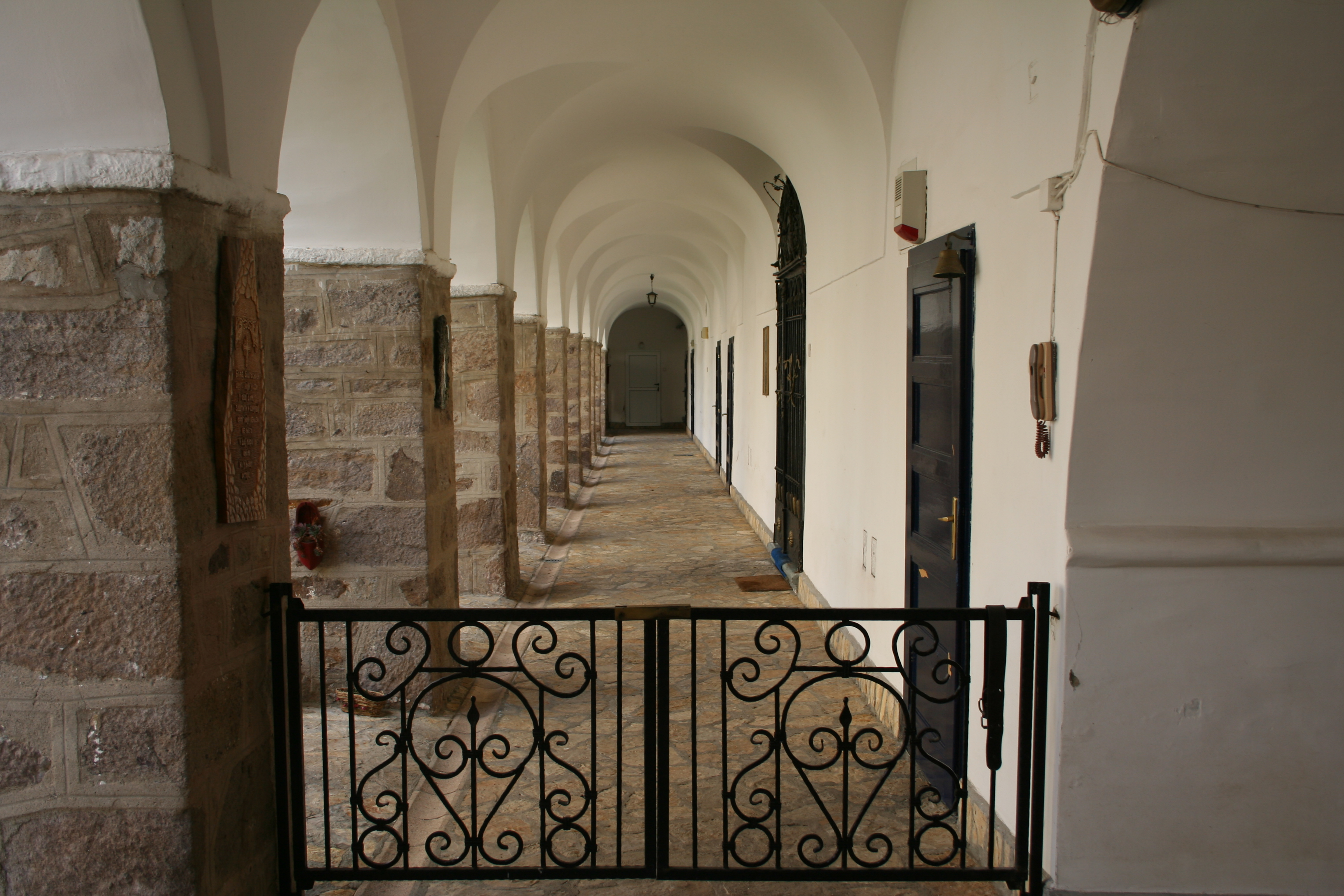
Culoar de trecere într-o aripă a chiliilor

## Legături externe
- Манастир Јазак — Фрушкаћ
- Mănăstirea Jazak pe site-ul Манастири-цркве
- Manastir Jazak - istorija